# ارطغرل ساغلام
ارطغرل ساغلام (ترکی استانبولی: Ertuğrul Sağlam؛ زادهٔ ۱۹ نوامبر ۱۹۶۹) بازیکن سابق و سرمربی فوتبال می‌باشد.
وی طی دو دوره مختلف هدایت و سرمربیگری باشگاه فوتبال تراکتور تبریز را به عهده داشت.

## افتخارات
بازیکن
سامسون اسپور ۲ قهرمانی لیگ۱ و صعود به سوپر لیگ ترکیه ۹۱–۱۹۹۰، ۹۳–۱۹۹۲
باشگاه فوتبال بشیکتاش
یک قهرمانی در سوپر لیگ ۹۵–۱۹۹۴
یک قهرمانی در جام حذفی ۹۸–۱۹۹۷
سرمربی
باشگاه فوتبال بورسااسپور
یک قهرمانی در سوپر لیگ ۱۰–۲۰۰۹

## باشگاهی
از باشگاه‌هایی که در آن بازی کرده‌است می‌توان به بشیکتاش اشاره کرد.

## تیم ملی
وی همچنین سابقه ۲۶ بازی و ۱۱ گل برای تیم ملی ترکیه را در کارنامه دارد.

## آمار

### بازیکن
| باشگاه                    | فصل                | لیگ  | لیگ | جام  | جام | یوفا | یوفا | مجموع | مجموع |
| باشگاه                    | فصل                | بازی | گل  | بازی | گل  | بازی | گل   | بازی  | گل    |
| ------------------------- | ------------------ | ---- | --- | ---- | --- | ---- | ---- | ----- | ----- |
| باشگاه فوتبال سامسون‌اسپور | لیگ دسته دوم ترکیه | ۲۹   | -   | ۳    | -   | -    | -    | ۳۲    | -     |
| باشگاه فوتبال سامسون‌اسپور | ۱۹۹۱–۹۲            | ۲۸   | -   | ۲    | -   | -    | -    | ۳۰    | -     |
| باشگاه فوتبال سامسون‌اسپور | لیگ دسته دوم ترکیه | ۳۶   | ۱۴  | ۵    | ۵   | -    | -    | ۴۱    | ۱۹    |
| باشگاه فوتبال سامسون‌اسپور | ۱۹۹۲–۹۳            | ۲۹   | ۱۷  | ۲    | ۳   | -    | -    | ۳۱    | ۲۰    |
| باشگاه فوتبال سامسون‌اسپور | مجموع              | ۱۲۲  | ۳۱  | ۱۲   | ۸   | ۰    | ۰    | ۱۳۴   | ۳۹    |
| بشیکتاش                   | ۱۹۹۴–۹۵            | ۳۰   | ۲۲  | ۲    | ۱   | ۳    | ۲    | ۳۵    | ۲۵    |
| بشیکتاش                   | ۱۹۹۵–۹۶            | ۳۰   | ۱۸  | ۳    | ۲   | ۱    | ۰    | ۳۴    | ۲۰    |
| بشیکتاش                   | ۱۹۹۶–۹۷            | ۲۷   | ۱۹  | ۴    | ۰   | ۷    | ۲    | ۲۸    | ۲۱    |
| بشیکتاش                   | ۱۹۹۷–۹۸            | ۳۰   | ۵   | ۹    | ۵   | ۵    | ۱    | ۴۴    | ۱۲    |
| بشیکتاش                   | ۱۹۹۸–۹۹            | ۲۵   | ۴   | ۹    | ۵   | ۴    | ۰    | ۳۸    | ۹     |
| بشیکتاش                   | ۱۹۹۹–۰۰            | ۲۵   | ۱۴  | ۱    | ۰   | ۲    | ۰    | ۲۸    | ۱۴    |
| بشیکتاش                   | مجموع              | ۱۶۷  | ۸۲  | ۲۸   | ۱۳  | ۲۲   | ۵    | ۲۱۷   | ۱۰۱   |
| باشگاه فوتبال سامسون‌اسپور | ۲۰۰۰–۰۱            | ۲۵   | ۸   | -    | -   | -    | -    | ۲۵    | ۸     |
| باشگاه فوتبال سامسون‌اسپور | ۲۰۰۱–۰۲            | ۳۱   | ۱۰  | ۲    | ۲   | -    | -    | ۳۳    | ۱۲    |
| باشگاه فوتبال سامسون‌اسپور | ۲۰۰۲–۰۳            | ۲۰   | ۳   | ۲    | ۰   | -    | -    | ۲۲    | ۳     |
| باشگاه فوتبال سامسون‌اسپور | مجموع              | ۷۶   | ۲۱  | ۴    | ۲   | ۰    | ۰    | ۸۰    | ۲۳    |
| آمار مجموع                | آمار مجموع         | ۳۶۵  | ۱۳۴ | ۴۴   | ۲۳  | ۲۲   | ۵    | ۴۳۱   | ۱۶۳   |

### ملی
| تیم ملی ترکیه | تیم ملی ترکیه | تیم ملی ترکیه |
| سال           | بازی          | گل            |
| ------------- | ------------- | ------------- |
| ۱۹۹۳          | ۲             | ۲             |
| ۱۹۹۴          | ۵             | ۱             |
| ۱۹۹۵          | ۹             | ۳             |
| ۱۹۹۶          | ۵             | ۳             |
| ۱۹۹۷          | ۲             | ۰             |
| مجموع         | ۲۳            | ۹             |

### گل‌های ملی
| ۱.                             | ۱۰ نوامبر ۱۹۹۳ | ورزشگاه شکری سراج‌اوغلو، استانبول، ترکیه | نروژ       | ۱–۰ | ۲–۱ | مقدماتی جام جهانی ۱۹۹۴  |
| ۲.                             | ۱۰ نوامبر ۱۹۹۳ | ورزشگاه شکری سراج‌اوغلو، استانبول، ترکیه | نروژ       | ۲–۰ | ۲–۱ | مقدماتی جام جهانی ۱۹۹۴  |
| ۳.                             | ۲۳ فوریه ۱۹۹۴  | ورزشگاه اینونو بشیکتاش، استانبول، ترکیه | چک         | ۱–۰ | ۱–۴ | بازی دوستانه            |
| ۴.                             | ۵ ژوئن ۱۹۹۵    | Varsity Stadium, تورنتو، کانادا         | کانادا     | ۱–۳ | ۱–۳ | بازی دوستانه            |
| ۵.                             | ۷ ژوئن ۱۹۹۵    | Claude-Robillard, مونترآل، کانادا       | کانادا     | ۰–۳ | ۰–۳ | بازی دوستانه            |
| ۶.                             | ۲۰ ژوئن ۱۹۹۵   | Estadio Municipal, کوکیمبو، شیلی        | نیوزیلند   | ۱–۱ | ۱–۲ | بازی دوستانه            |
| ۷.                             | ۲۰ ژوئن ۱۹۹۵   | Estadio Municipal, کوکیمبو، شیلی        | نیوزیلند   | ۱–۲ | ۱–۲ | بازی دوستانه            |
| ۸.                             | ۱۵ نوامبر ۱۹۹۵ | ورزشگاه روسوندا، استکهلم، سوئد          | سوئد       | ۲–۲ | ۲–۲ | مقدماتی جام ملت‌های ۱۹۹۶ |
| ۹.                             | ۱۴ فوریه ۱۹۹۶  | استادیوم آتاتورک ازمیر، ازمیر، ترکیه    | بلاروس     | ۱–۰ | ۳–۲ | بازی دوستانه            |
| ۱۰.                            | ۱۴ فوریه ۱۹۹۶  | استادیوم آتاتورک ازمیر، ازمیر، ترکیه    | بلاروس     | ۲–۰ | ۳–۲ | بازی دوستانه            |
| ۱۱.                            | ۱۰ نوامبر ۱۹۹۶ | ورزشگاه علی سامی ین، استانبول، ترکیه    | سان مارینو | ۷–۰ | ۷–۰ | مقدماتی جام جهانی ۱۹۹۸  |
| Correct as of 28 November 2014 |                |                                         |            |     |     |                         |

### آمار مربی‌گری
تا تاریخ ۱۶ مه ۲۰۱۷
| باشگاه فوتبال سامسون‌اسپور | ترکیه | ۲۰۰۴  | ۲۰۰۵  | ۳۶  | ۱۱  | ۸  | ۱۷  | ۰۳۱ |
| قیصریه‌اسپور               | ترکیه | ۲۰۰۵  | ۲۰۰۷  | ۴۱  | ۱۸  | ۱۳ | ۱۰  | ۰۴۴ |
| بشیکتاش                   | ترکیه | ۲۰۰۷  | ۲۰۰۸  | ۶۱  | ۳۸  | ۸  | ۱۵  | ۰۶۲ |
| بورسااسپور                | ترکیه | ۲۰۰۹  | ۲۰۱۳  | ۲۰۰ | ۹۶  | ۴۵ | ۵۹  | ۰۴۸ |
| اسکی‌شهراسپور              | ترکیه | ۲۰۱۳  | ۲۰۱۵  | ۶۸  | ۲۵  | ۲۰ | ۲۳  | ۰۳۷ |
| بورسااسپور                | ترکیه | ۲۰۱۵  | ۲۰۱۵  | ۱۴  | ۵   | ۰  | ۹   | ۰۳۶ |
| تراکتور                   | ایران | ۲۰۱۸  | ۲۰۱۸  |     |     |    |     |     |
| تراکتور                   | ایران | ۲۰۲۲  | ۲۰۲۲  |     |     |    |     |     |
| مجموع                     | مجموع | مجموع | مجموع | ۴۲۰ | ۱۹۳ | ۹۴ | ۱۳۳ | ۰۴۶ |

## یادداشت
1. ↑  Includes جام حذفی فوتبال ترکیه، Atatürk Kupası, Başbakanlık Kupası , سوپر جام فوتبال ترکیه و TSYD Kupası
2. ↑  Includes لیگ قهرمانان اروپا، لیگ اروپا، جام برندگان جام اروپا،